# Mohammed Aman
Mohammed Aman (10 de enero de 1994, Asella, Etiopía) es un atleta etíope especialista en los 800 metros, prueba en la que es el actual campeón del mundo en pista cubierta.

## Trayectoria
En 2009 ganó los 800 metros en el Campeonato Africano Junior, título que repitió en 2011. En 2010 consiguió el oro en los 1000 metros de los Juegos Olímpicos de la Juventud, y un año después fue medalla de plata en el Campeonato Mundial Juvenil en la prueba de los 800 metros.
En septiembre de 2011 derrotó al campeón del mundo David Rudisha en Milán, cortando la racha del keniata de 26 victorias consecutivas en finales desde 2009.
En 2012 se convirtió, con 18 años y 61 días, en el más joven medallista de oro de la historia al ganar el Campeonato Mundial en Pista Cubierta celebrado en Estambul.
En 2013, se proclamó campeón del mundo de los 800 metros en el campeonato disputado en Moscú con un tiempo de 1:43,31. Al año siguiente, revalidó su título mundial bajo techo al vencer en el Campeonato Mundial en Pista Cubierta celebrado en Sopot con un tiempo de 1:46,40.

## Palmarés
| Fecha | Competición                          | Lugar            | Puesto | Prueba | Tiempo  |
| ----- | ------------------------------------ | ---------------- | ------ | ------ | ------- |
| 2009  | Campeonato Africano Junior           | Bambous          | 1.º    | 800 m  | 1:48,82 |
| 2010  | Juegos Olímpicos de la Juventud      | Singapur         | 1.º    | 1000 m | 2:19,54 |
| 2011  | Campeonato Africano Junior           | Gaborone         | 1.º    | 800 m  | 1:46,62 |
| 2011  | Campeonato Mundial Juvenil           | Lille            | 2.º    | 800 m  | 1:44,68 |
| 2011  | Campeonato Mundial                   | Daegu            | 8.º    | 800 m  | 1:45,93 |
| 2012  | Campeonato Mundial en Pista Cubierta | Estambul         | 1.º    | 800 m  | 1:48,36 |
| 2012  | Juegos Olímpicos                     | Londres          | 6.º    | 800 m  | 1:43,20 |
| 2012  | Liga de Diamante                     | Liga de Diamante | 1.º    | 800 m  |         |
| 2013  | Campeonato Mundial                   | Moscú            | 1.º    | 800 m  | 1:43,31 |
| 2014  | Campeonato Mundial en Pista Cubierta | Sopot            | 1.º    | 800 m  | 1:46,40 |